# Nakervare
Nakervare, nordsamiska Nagervárri, finska Naakeri, är ett fjäll beläget vid Torneträsk i Kiruna kommun. Nakervares högsta punkt ligger 1021 meter över havet och är det första fjället över 1000 meter höjd längs väg E10 från Kiruna mot norska gränsen.